# PM M1910
풀레묘트 막시마 M1910(러시아어: Пулемёт Максима образца 1910 года), 또는 PM M1910은 맥심 기관총을 기반으로 한 중기관총으로, 제1차 세계 대전 중 러시아 제국 육군, 해군, 항공대에서 사용되었고, 러시아 내전 중에는 적군, 백군, 녹군에서 사용되었으며, 이후 제2차 세계 대전 중 소련군에서도 사용되었다. 이 기관총은 나중에 6.25 전쟁, 베트남 전쟁 및 2022년 러시아의 우크라이나 침공에서도 사용되었다.

## 역사
이 기관총은 1910년 8월에 채택되었으며, 하이럼 스티븐스 맥심의 맥심 기관총에서 파생되었고, 표준 러시아 7.62×54mmR 소총탄을 사용하도록 설계되었다. M1910은 포방패가 있는 바퀴 달린 거치대에 장착되었다.
1918년에서 1920년 사이에 혁명 러시아에서는 붉은 군대를 위해 21,000정의 새로운 맥심 M1910 기관총이 제조되었다.
1930년, 현대화된 버전인 M1910/30이 붉은 군대에 채택되었다. M1910/30에는 광학 조준경을 장착할 수 있었다.
1941년에 이 기관총은 다시 한번 현대화되었다.
1942년 5월, 맥심 M1910/30을 대체할 새로운 기관총 개발을 시작하라는 명령이 내려졌다. 1943년 5월 15일, SG-43 기관총이 채택되었고, 1943년 여름부터는 소련군에서 맥심 기관총이 SG-43으로 교체되었는데, SG-43은 바퀴 달린 포가와 포방패를 유지했다. 그러나 맥심의 생산은 1945년까지 끝나지 않았다.
주요 보병용 버전 외에도 항공기 장착형과 해군형이 있었다. 일부는 물 재킷 상단에 트랙터 라디에이터 캡을 장착하여 사격 중 눈을 넣어 녹일 수 있도록 했다.
제2차 세계 대전 후, 맥심은 현역에서 단계적으로 퇴역했지만, 6.25 전쟁과 베트남 전쟁에 일부 수량이 여전히 보내졌다. 2014년 돈바스 전쟁 중에는 일부 재고 맥심이 친러시아 분리주의자들에게 노획되었고, 다른 맥심들은 우크라이나군이 사용하기 위해 보관소에서 인출되었다. 2022년 러시아의 우크라이나 침공 중에 많은 수가 우크라이나군에 의해 사용되었는데, 이는 정확성과 신뢰성으로 인한 명성 때문이었다.

## 사용국
- 오스트리아-헝가리 – 제1차 세계 대전 중 노획.[10]
- 불가리아 왕국[11]
- 중화인민공화국[12]
- 체코슬로바키아 제1공화국 – 1942년 1월, 첫 12정의 소련 맥심 1910/30 기관총이 소련에서 제1체코슬로바키아 독립 보병 대대에 지급되었고, 나중에 제1체코슬로바키아군단의 다른 부대에도 추가 수량이 지급되었다.[13]
- 핀란드[14][15][16]
- 독일 제국 – 제1차 세계 대전 중 다량의 기관총 노획.
- 나치 독일 – 1939년 9월, 독일 국방군이 폴란드 wz. 1910 및 wz. 1910/28을 다량 노획했다. 1941년 6월 22일 이후, 추축국의 소련 침공 중 독일군이 다량의 소련 기관총을 노획했으며, 이는 s.MG 216(r)로 지정되었다.[17]
- 헝가리 왕국 – 1941년 6월 22일 이후, 추축국의 소련 침공 중 헝가리군이 다량의 기관총을 노획했다. 1945년 이후, 소련 맥심 1910/30 기관총이 소련에서 헝가리 인민공화국에 지급되었다.[10]
- 몽골
- 조선민주주의인민공화국[12]
- 폴란드 제2공화국 – 맥심 wz. 1910 및 맥심 wz. 1910/28[18]
- 루마니아 왕국 – 연합군의 러시아 내전 개입 및 1917-1920년대에 루마니아 국경을 넘는 반소련 무장 단체의 무장 해제 과정에서 최소 여러 정의 기관총이 노획되었다. 1941년 6월 22일 이후, 추축국의 소련 침공 중 루마니아군이 추가 수량을 노획했다. 1944년에 여러 정의 소련 맥심 1910/30 기관총이 소련에서 루마니아 제1자원 보병사단에 지급되었다.[19] 1944년 8월 23일 쿠데타 이후, 추가적인 맥심 1910/30 기관총이 소련에서 루마니아군으로 이전되었다.
- 러시아 제국[1]
- 돈바스 러시아 분리주의 세력[5]
- 소련[1][4]
- 중화민국[3]
- 우크라이나 – 2011년 8월, 35,000정의 구소련 맥심 기관총이 우크라이나 국방부 창고에 보관되어 있었지만,[20] 그중 최소 4정은 나중에 폐기되었다.[21][22] 이들은 돈바스 전쟁 중 우크라이나군에 의해 사용되었다. 2016년 12월, 이들은 우크라이나군에 공식적으로 채택되었다.[23] 맥심은 2022년 러시아의 우크라이나 침공 이후 전투에 사용되었으며,[24][25] 과열 없이 지속적인 사격을 허용하여 러시아 보병 공격에 대한 우크라이나 진지 방어에 유용함을 입증했다. 우크라이나군은 광학 장비와 소음기와 같은 현대적인 액세서리를 장착한 맥심 기관총을 사용하는 모습이 목격되었다.[25]

## 갤러리

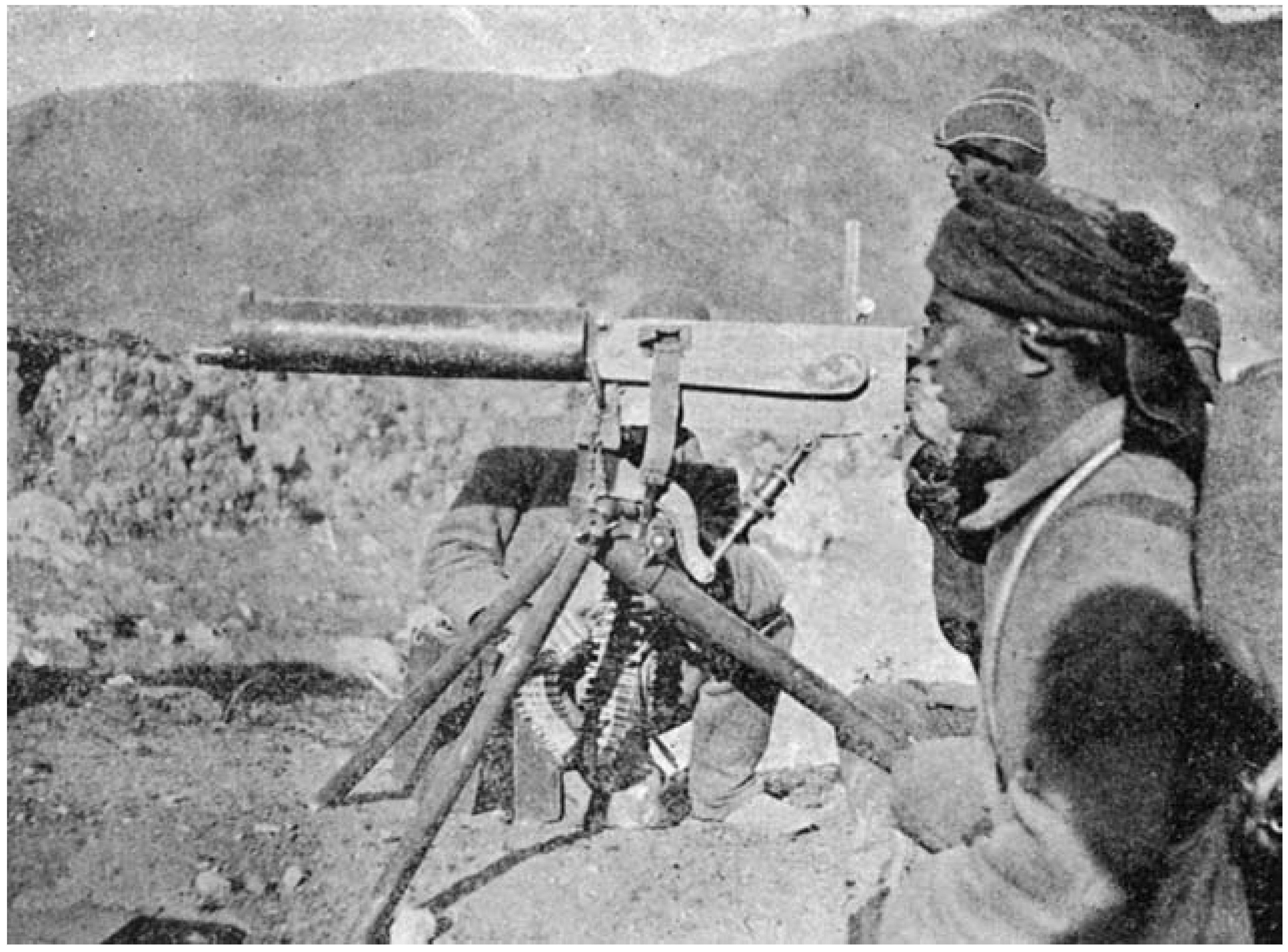
제1차 세계 대전 중 노획한 러시아 맥심 기관총을 든 오스만 병사들
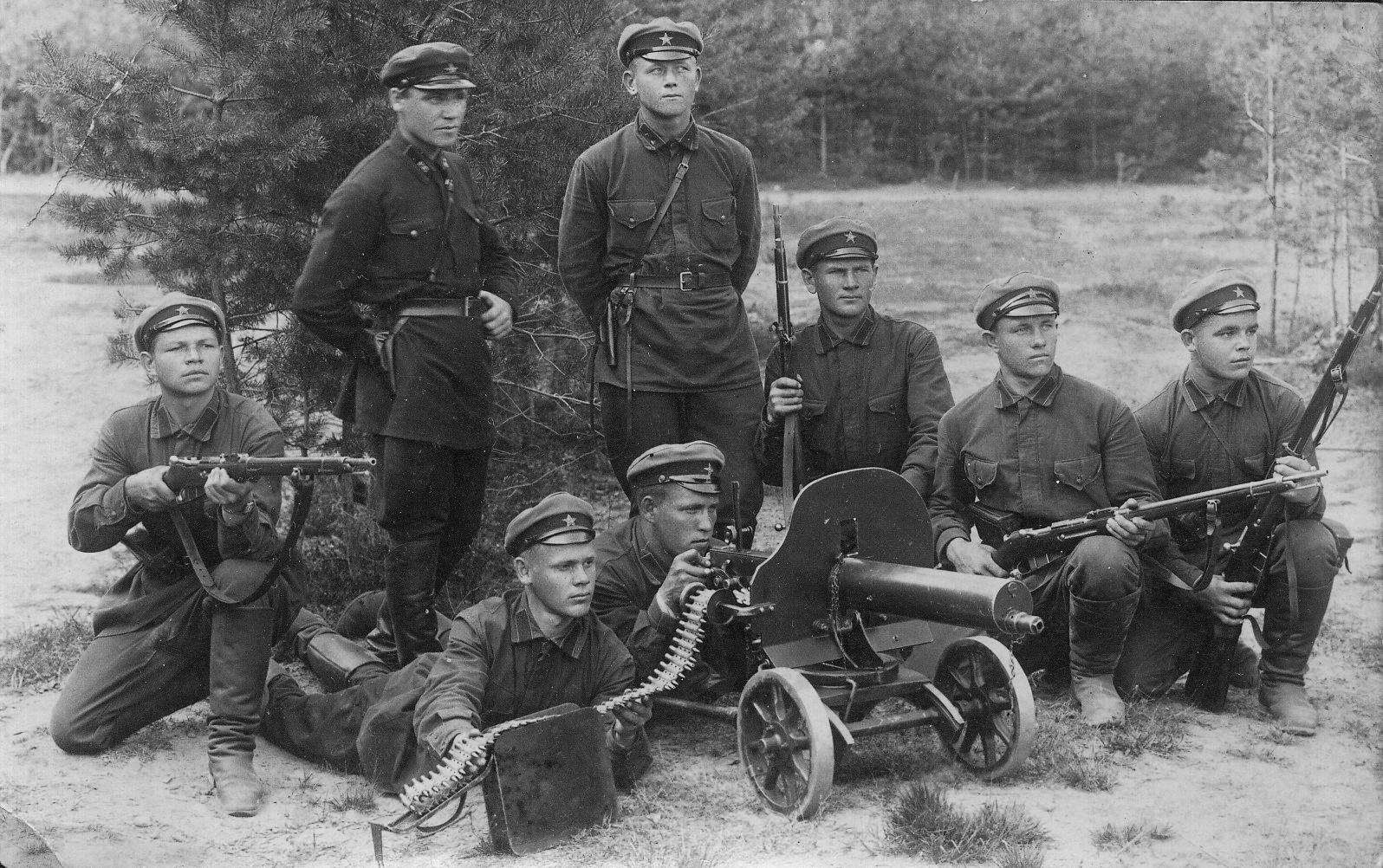
1920년대 말~1930년대 초, 맥심 M1910 기관총을 든 소련 적군 군인들
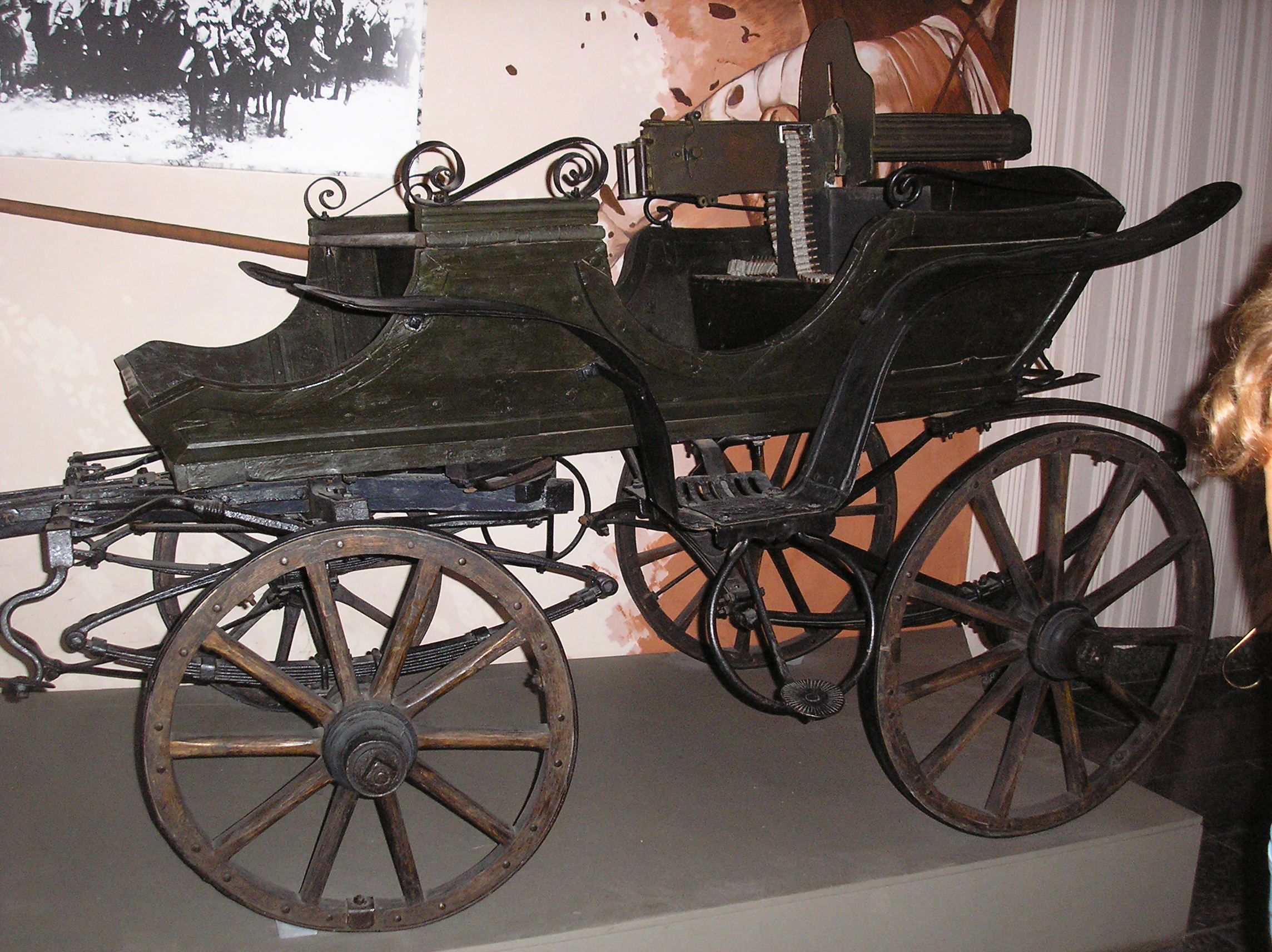
훌리아이폴레 박물관에 전시된 마흐노우슈치나의 타찬카; PM M1910/30이 장착되어 있음을 알 수 있다.
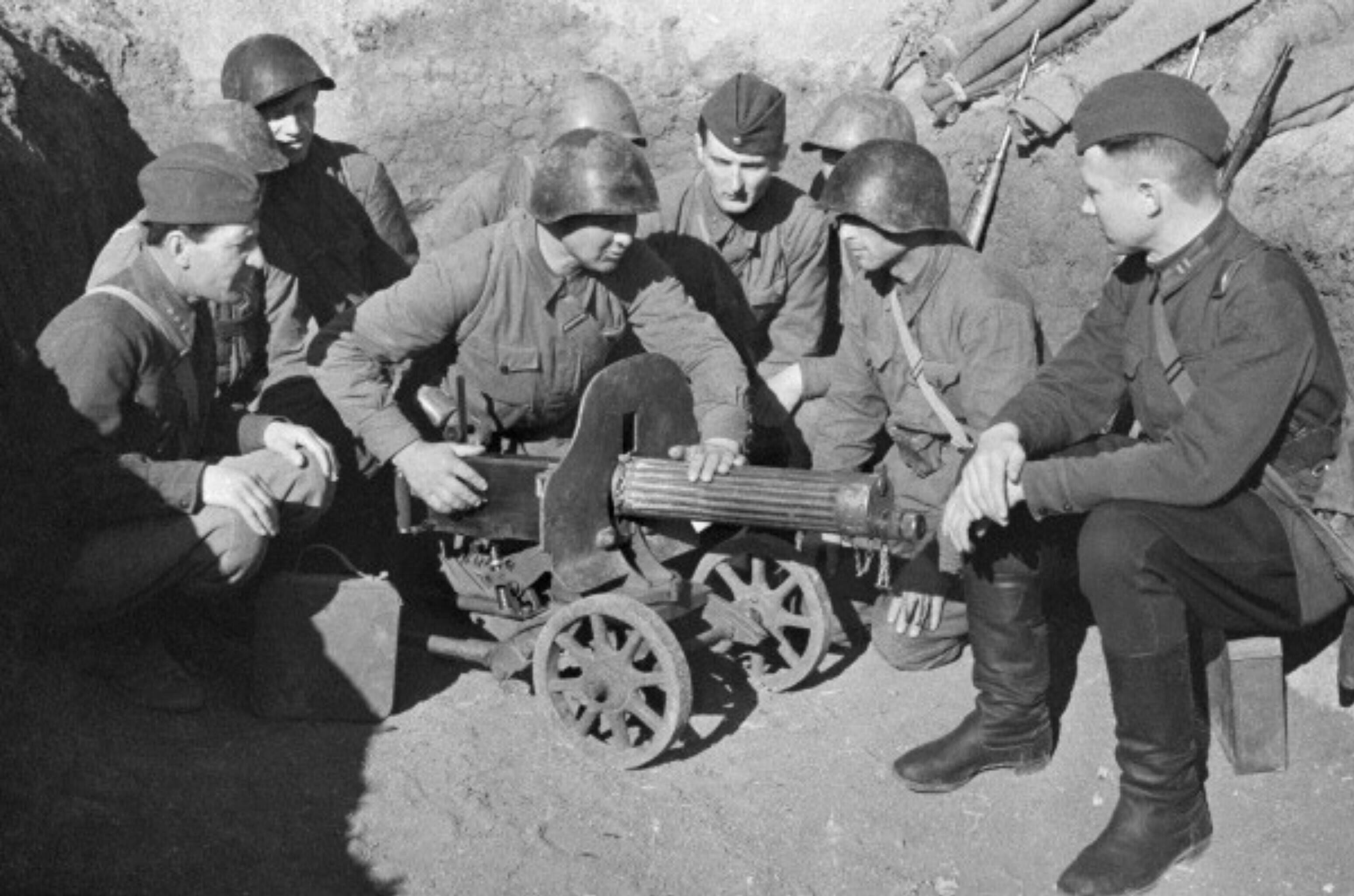
PM M1910/30에 대한 교육을 받는 소련군
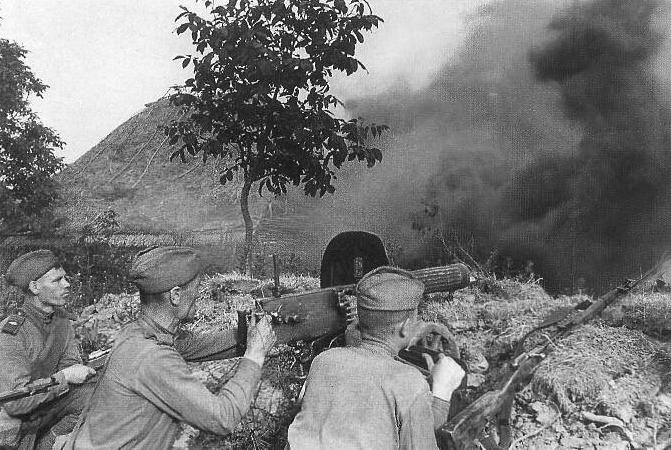
쿠르스크 전투에서 PM M1910/30을 든 소련 적군 기관총병들
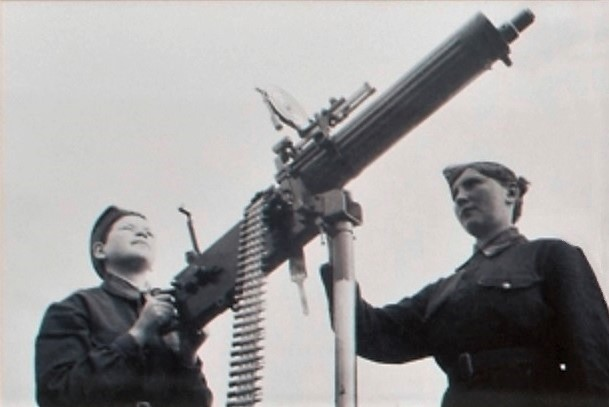
1941년, 콘다코프 M1928 대공 삼각대에 장착된 맥심 M1910/30 기관총을 든 소련 여성 군인들
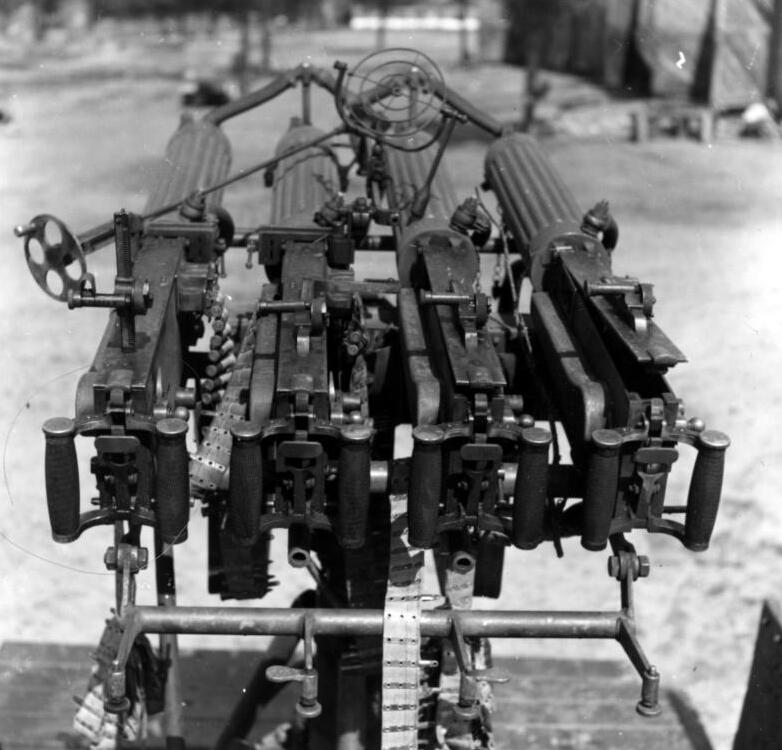
M-4 4연장 대공 기관총 거치대 (후면)
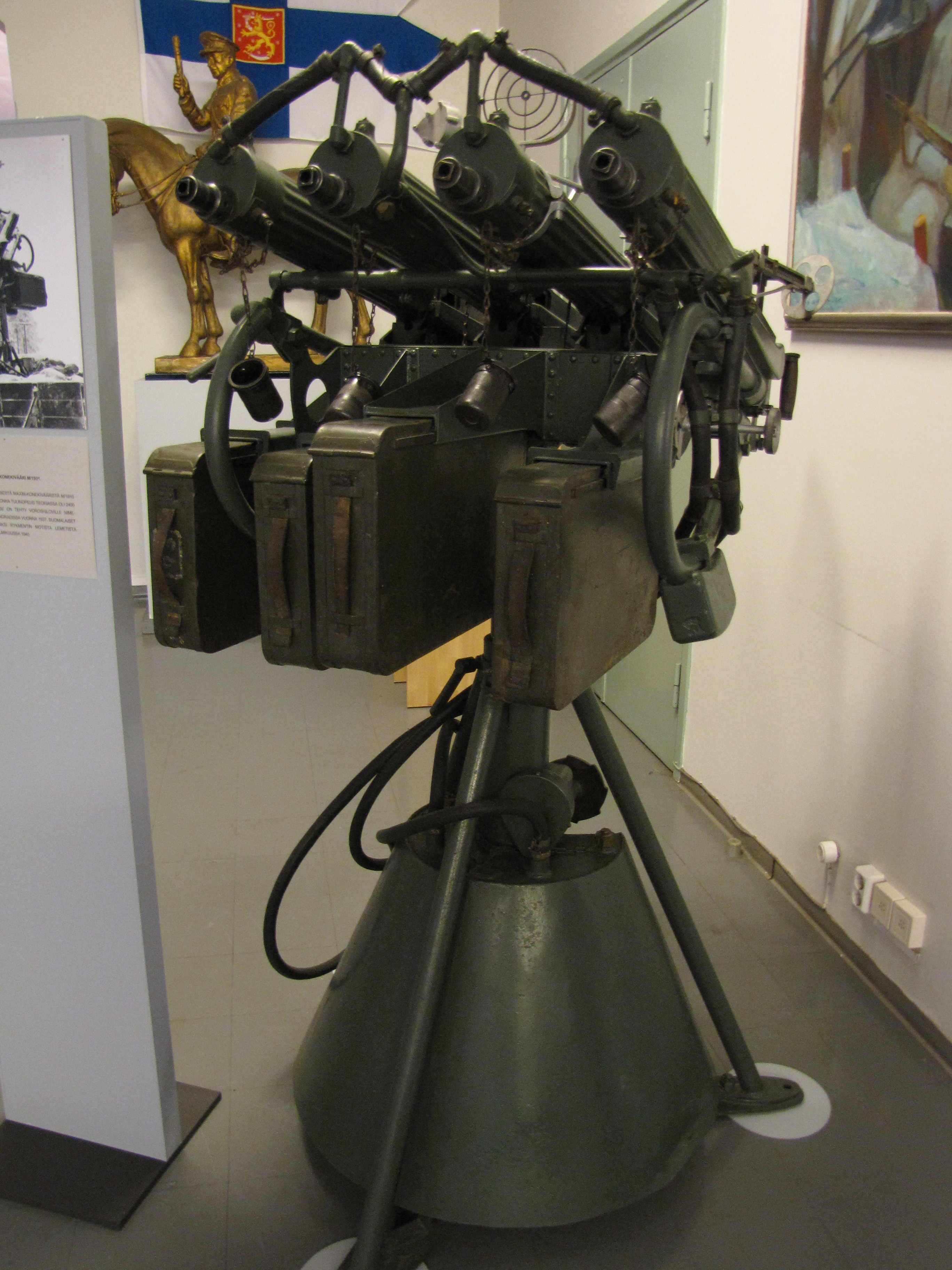
M-4 4연장 대공 기관총 거치대 (전면)

## 같이 보기
- 러시아 무기 목록
- 맥심 기관총
- MG-08
- 비커스 기관총